# Хрушевец (Доња Стубица)
Хрушевец је насељено место у саставу града Доње Стубице у Крапинско-загорској жупанији, Хрватска. До територијалне реорганизације у Хрватској налазио се у саставу старе општине Доња Стубица.

## Становништво
На попису становништва 2011. године, Хрушевец је имао 388 становника.

## Попис1991.
На попису становништва 1991. године, насељено место Хрушевец је имало 519 становника, следећег националног састава:
| Попис 1991.‍ | Попис 1991.‍ | Попис 1991.‍ | Попис 1991.‍ | Попис 1991.‍ |
| ----------- | ----------- | ----------- | ----------- | ----------- |
|             |             |             |             |             |
| Хрвати      | Хрвати      |             | 515         | 99,22%      |
| непознато   | непознато   |             | 4           | 0,77%       |
| укупно: 519 |             |             |             |             |